# Transgas (газопровод)
Transgas — магистральный газопровод из Украины через Словакию и Чехию с отводами в Германию и Австрию. Строительство газопровода велось с 1975 по 1979 годы. Газопровод используется в основном для транспортировки природного газа из России. Несмотря на строительство альтернативных маршрутов для транспортировки газа из России в Европу, до сих пор примерно 2/3 всего газа идёт именно по этому газопроводу.

## История
В 1960-х годах в СССР началось сооружение газопровода для снабжения западной части государства, включая Украинскую ССР. В то же время планировалось продление газопровода дальше на запад для транспортировки газа союзникам СССР по Варшавскому договору в братские республики ЧССР и ГДР. Первой частью маршрута стал газопровод «Дружба» протяжённостью примерно 2750 км, построенный в 1967 году, от месторождений Уренгоя западнее Надыма в Ужгород на Украину.